# 斯特凡·克吕格尔
斯特凡·克吕格尔（德語：Stephan Krüger，1988年11月29日—），德国男子赛艇运动员。他曾代表德国参加世界赛艇锦标赛，获得一枚金牌和一枚银牌。他也曾参加2008年、2012年、2016年和2020年夏季奥运会。